# گرد ووم بروخ
گرد ووم بروخ (انگلیسی: Gerd vom Bruch؛ زادهٔ ۱۹ اوت ۱۹۴۱) بازیکن فوتبال اهل آلمان است.
از باشگاه‌هایی که در آن بازی کرده‌است می‌توان به اشپورت فقاند زیگن اشاره کرد.